# Diploma Mill
Diploma Mills (Fup-universiteter) er selvudnævnte universiteter hvor man blandt andet kan erhverve sig diplomer på kandidatgrader, Ph.d.-grader, doktor- og professortitler, pr. postordre over internettet etc.
Oprettelse af et fup-universitet og følgende brug af ikke beskyttede tilter, er ifølge dansk lovgivning tilladt, anno 2009, medens det i flere lande kan have legale konsekvenser og er strafbart at anvende falske titler.
I Danmark finder der i hvert fald tre tvivlsomme universiteter: Knightsbridge University, Denmark College of Management and IT og Arab Open Academy in Denmark.